# Trichura cyanea
Trichura cyanea là một loài bướm đêm thuộc phân họ Arctiinae, họ Erebidae.